# Pierre de La Gorce

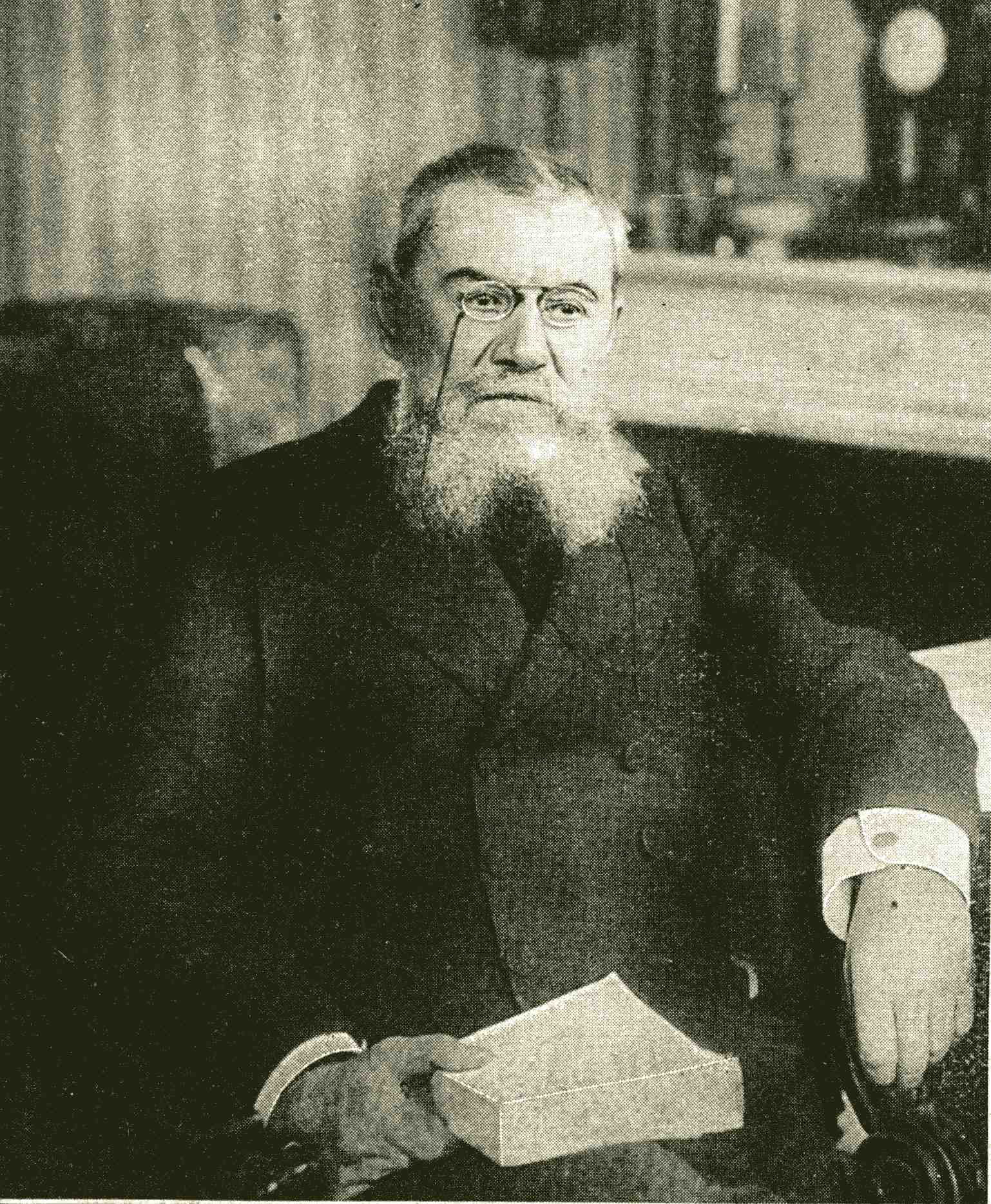
Pierre de La Gorce

Pierre de La Gorce (* 29. Juni 1846 in Vannes; † 2. Januar 1934) war ein französischer Historiker.

## Leben
La Gorces Vater war Soldat der Restauration und der Julimonarchie. Da die Mutter früh gestorben war, wuchs La Groce bei einer Tante in Maubeuge auf. Er studierte an einem Collège in Douai, orientierte sich dann aber auf Anraten des Vaters um und begann ein Studium der Rechtswissenschaften, das er 1870 abschloss. Er wurde erst stellvertretender Richter, dann Ersatzrichter und arbeitete in Rocroi, Montreuil-sur-Mer, Béthune und Saint-Omer. 1880 trat er zurück, weil er als überzeugter Katholik nicht an der Umsetzung der Dekrete der Regierung von Jules Ferry mitwirken wollte, die eine Zurückdrängung des Einflusses der Ordensgemeinschaften auf Bildungswesen und Gesellschaft vorsahen. Er widmete sich fortan ganz der Geschichte Frankreichs und schrieb zahlreiche bedeutende Werke.
Pierre de la Gorce wurde 1907 in die Académie des sciences morales et politiques gewählt und 1914 in die Académie française.

## Ehrungen
- Ritter der Ehrenlegion
- In seinem Geburtsort Vannes ist eine Straße nach ihm benannt.[1]

## Werke
- Histoire de la Seconde République française 2 Bände, Plon, Paris, 1886
- Histoire du Second Empire. 7 Bände, Plon, Paris, 1894–1906 (Online)
- Histoire religieuse de la Révolution française. 5 Bände, Plon-Nourrit, Paris, 1909–23 (Online)
- À travers la France chrétienne, études et portraits. Bloud et Gay, Paris, 1920
- La Restauration: Louis XVIII. Plon-Nourrit et Cie, Paris, 1926
- La Restauration: Charles X. Plon, Paris, 1928
- Louis-Philippe (1830–1848). Plon, Paris, 1931
- Napoléon III et sa politique. Plon, Paris, 1933
- Martyrs et Apostats sous la Terreur (1793–1794). Plon, Paris, 1934
- Les massacres de pretres sous la Revolution, 1792–1793. Flammarion, Paris, 1934
- La conquête de l’Algérie . Flammarion, Paris, 1934
- Au temps du Second Empire. Plon, Paris, 1935 (erschien posthum)